# Igreja de Nossa Senhora da Purificação (Bucelas)

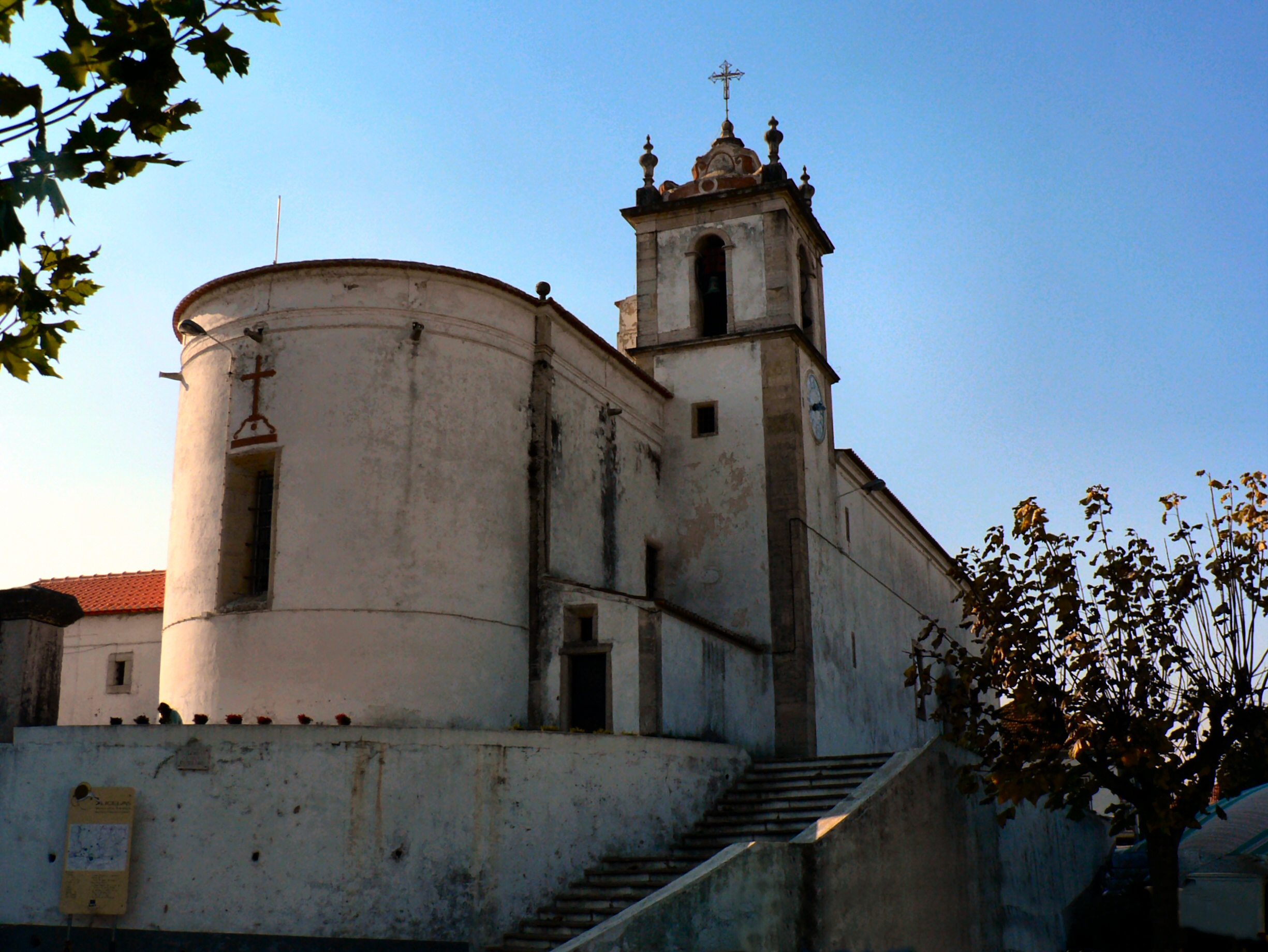
Igreja Matriz de Bucelas

A Igreja de Nossa Senhora da Purificação ou Igreja Matriz de Bucelas situa-se no centro da vila de Bucelas no município de Loures.
Construída no século XVI (1566), o seu valor destaca-se pela decoração barroca do seu interior que inclui uma escultura da Santíssima Trindade, a mãe de Cristo e os 12 apóstolos.